# Viorel Lucaci
Viorel Lucaci (n. 6 august 1980, Gura Humorului, județul Suceava) este un jucător de rugby în XV român. Evoluează ca linia a III-a (flanker).

## Carieră
S-a apucat de rugby la CSS Domus la vârsta de 14 ani în orașul natal Gura Humorului. S-a alăturat CSM -ului Știința Baia Mare în anul 2005, înainte de a se legitima la CSA Steaua în 2008. Cu acest club a cucerit Cupa României în 2009 și în 2013. A participat și la echipa de dezvoltare Lupii București, care joacă în Challenge-ul Amlin.
Și-a făcut debutul la echipa națională a României într-un meci prietenos cu Fiji în noiembrie 2008. A participat la Cupa Mondială de Rugby din 2015.
De-a lungul carierei a strâns de 44 selecții pentru „Stejarii”, marcând 30 de puncte. 

## Legături externe
- Prezentare Arhivat în 6 octombrie 2015, la Wayback Machine. la CSA Steaua
- en  Statistice internaționale pe ESPN Scrum